# Guitega
Guitega es la reciente capital de Burundi. Está ubicada en el centro del país, en la meseta central de Burundi, esta aproximadamente a unos 62 kilómetros al sureste de Buyumbura. Guitega fue la sede y capital del Reino de Burundi hasta el año 1966. A finales de diciembre del año 2018, el presidente de Burundi, Pierre Nkurunziza, anunció la promesa en devolver a Guitega su antiguo estatus de capital política. Una votación en el Parlamento de Burundi hizo el cambio oficial el 16 de enero del año 2019, y se espera que todas las ramas del gobierno se trasladen en unos tres años a la nueva capital Guitega. Es capital de la provincia homónima, una de las 17 provincias de Burundi. La ciudad alberga el Museo Nacional de Burundi y el Aeropuerto de Guitega. La ciudad tiene un área de aproximadamente 27 kilómetros y tiene una población de 132.367 habitantes, o sea que tiene poco más de 4902 habitantes por km². Casi todas las calles de la ciudad de Guitega están sin asfaltar, mientras que el IDH del área metropolitana de la ciudad es el más bajo del mundo con 0,437 puntos de IDH. La ciudad está en el centro del país.

## Historia
En el año 1912, Von Languenn transfirió la capital de Burundi al centro del país, sobre la colina de Musinzira la cual fue bautizada Residencia de Gitega. En 1916, los belgas recibieron el control del país de manos de los alemanes y mantuvieron la capital en Guitega.
En 1962 con la independencia y sin mayor discusión la capital se trasladó a Usumbura, la cual posteriormente se llamaría Buyumbura.
En los años 1976-1987 hubo un movimiento liderado por el coronel Jean Bagaza Baptist que proponía el establecimiento en Guitega de la capital de Burundi.
Guitega era preferida como capital por los gobernantes europeos debido a su clima de altitud además de su ubicación geográfica equidistante de todas las fronteras del país.
En marzo de 2007, el presidente Pierre Nkurunziza, anunció que Burundi planeaba trasladar la capital del país de regreso a Guitega, lo cual se cumplió el 16 de enero de 2019.
El 7 de diciembre de 2021, se produjo un incendio en una prisión superpoblada de Guitega, que provocó la muerte de al menos 38 personas y más de 69 heridos.

## Geografía
Guitega es también la capital de la provincia homónima, una de las dieciocho provincias de Burundi. Se encuentra en el centro del país, aproximadamente a la misma distancia entre la capital económica Buyumbura y el lago Tanganica hacia el oeste, la frontera con Tanzania hacia el este, ambas a unos 62 kilómetros, y la frontera con Ruanda, aproximadamente 72 kilómetros al norte. Se encuentra en una amplia meseta rodeada de colinas, a unos pocos kilómetros al suroeste de la convergencia entre los ríos Ruvyironza y Ruvubu. El Parque Nacional Ruvubu, el más grande del país, se encuentra a 26 kilómetros al este.

## Educación
La Universidad politécnica de Guitega fue fundada en el 2014.

## Transporte
Gitega contaba con el servicio del aeropuerto de Gitega, que ya no existe. Gitega cuenta con cuatro carreteras nacionales (Routes Nationales, RN): la RN2 la conecta con Buyumbura a través del noroeste, a través de las provincias de Muramvya y Buyumbura Rural. La RN15 conduce al norte del país, hacia Ngozi y continúa hacia Ruanda, pasando por la antigua corte real de Gishora; La RN12, que se separa de la RN15 en las afueras de Guitega, se dirige al noreste para dar servicio a las provincias de Karuzi y Muyinga. La última es la RN3, que se dirige hacia el suroeste hacia Rumonge y el lago Tanganica.